# Братья Шамир
Братья Габриэль и Максим Шамир — графические дизайнеры, работавшие в Эрец Исраэль с середины 1930-х до начала 1990-х годов. Их самая известная работа — герб Государства Израиль.

## Биография
Габриэль (Гу́тель) (21 января 1909 — 1992) и Максим (1910—1990) Шефтеловичи родились в семье Хаима-Гирша (Германа) Маркусовича Шефтеловича, уроженца Бауска, и Сары Рувелевны Фрейдберг в Либаве (Лиепая), в то время принадлежавшей Российской империи (сегодня Латвии). Оба закончили Шарлоттенбургскую художественную школу в Берлине. После окончания учебы открыли в Риге студию «Братья Шефтеловичи».
Осенью 1934 года они иммигрировали в Эрец-Исраэль и основали студию в Тель-Авиве. В 1935 году они ивритизировали свою фамилию, изменив её на Шамир. Соответственно, основанная ими студия стала называться «Студией братьев Шамир».
Братья Шамир были в числе основателей «Ассоциации еврейских художников прикладной графики в Эрец Исраэль». В последующие годы они занимались главным образом дизайном плакатов, рекламы и этикеток для товаров народного потребления в стиле «модерн». Их работы часто содержали изображения пейзажей Эрец Исраэль, новаторских стереотипов, в том числе фигур солдат. Идеологическая или сионистская идентификация использовалась как маркетинговый инструмент для стимулирования сбыта товаров, производимых на еврейских предприятиях.
В 1949 году братья Шамиры участвовали в конкурсе на разработку герба Государства Израиль и завоевали на этом конкурсе первую премию. В 1958 году они выиграли конкурс на дизайн четырех банкнот, выпущенных Банком Израиля (за исключением оборотной стороны банкноты в полфунта и десяти фунтов, разработанной Яаковом Цимом ).
В 1950-х и 1960-х годах деятельность студии была расширена и включала в себя дизайн символов, печатей и медалей, периодических изданий, книг и брошюр. Они разработали логотипы газеты  «Маарив», порта Ашдод, Израильской почты, больницы Тель Хашомер, Совета по красивому Израилю. Братья Шамир разработали оформление различных официальных бланков и документов, а также различных плакатов, отражающих потребности времени, таких как сбор средств для национального займа, война с черным рынком, закон об обязательном образовании, призыв молодежи в авиацию и т. д. Их работа характеризовалась вниманием к изменениям в израильской культуре, частому обновлению графического языка, организации и ее сообщений, а также точной адаптацией к конечным пользователям — как к требованиям заказа, так и к целевой аудитории.
В 1974 году братья Шамир закрыли совместную студию и стали работать отдельно. Максим Шамир сосредоточился на разработке марок для стран Африки, Центральной Америки и Азии, в то время как Габриэль Шамир ушел на пенсию и на общественных началах занимался графическим дизайном для Тель-Авивского университета, больниц и других некоммерческих учреждений.

## Выставки, в которых экспонировались работы братьев Шамир
- Прикладная графика в Эрец Исраэль, 1936 - Ярмарка Востока
- Братья Шамир, 1940 - Студия Шамир, кураторы: Габриэль и Максим Шамир
- Жизнь с мечтой - Тель-Авивский музей изобразительных искусств, 1989. Куратор: Батья Доннер
- Сделано в Израиле 1923-1948, 1997 - Музей Израиля, куратор: Матти Меир
- Постоянная экспозиция - Центральный сионистский архив, куратор: Липша Бен-Шах
- Пропаганда и видение - Музей Израиля, Иерусалим, 1998. Куратор: Батья Доннер
- Графика иврита - Студия братьев Шамиров, Тель-Авивский музей изобразительных искусств , 1999. Куратор: Батья Доннер
- Вехи - Плакаты из коллекции Сионизма 2000, 2008 - Площадь Сионизма 2000, куратор: Инбал Амит
- Право на крик - Плакаты 1 мая 2003 г. - Галерея Фаркаш, куратор: Аарон Фаркаш
- Говорят, что это было здесь - диалог между Студией современных создателей имени братьев Шамир, Академией дизайна и образования Нери Блумфилд, Хайфа, 2004. Кураторы: Анат Гатенио и студенты
- 100 лет израильскому искусству - Дом Мартина Руфуса, Берлин, 2005. Кураторы: Дорит Левит, Игаль Залмона
- Гистадрут с государством на всем пути, 2006 - веб-сайт Института Лавона, кураторы: доктор Мириам Качиньский, Александра Томринсон, Мати Кантровиц
- Рождение современности - второе десятилетие, 2008 г. - Музей искусств Ашдода - Центр Монарт, куратор: Йона Фишер
- Плакаты ко Дню Независимости, 2008 - Аэропорт Бен-Гурион
- Доблестная женщина, которая найдет - Воображение женщин, борющихся во время создания государства, 2008 - Художественный музей Негева, куратор: Нога Равед
- Постоянная выставка банкнот и монет, 2009 - Музей Банка Израиля, куратор: доктор Рейчел Баркай
- Израильское искусство - постоянная выставка, 2010 - Музей Израиля, кураторы: Амитай Мендельсон и Игаль Залмона
- Ivria Woman - The Flag!, 2010 - Музей Эрец Исраэль, куратор: Батья Доннер
- 90-летие видения - Плакаты Керен Хейсод, 2010 Аэропорт Бен-Гурион, куратор: Дэвид Тартаковер
- Не только икона - Государственный символ карикатуры, 2011 - Израильский музей карикатур, кураторы: Даниэла Гардуш-Санто, Шамир
- 60 лет Binyanei Ha'Uma, 2011 - Международный конференц-центр Binyanei Ha'uma Иерусалим, куратор: Моника Лави
- Плакаты JNF с сегодняшнего дня и до сегодняшнего дня, 2011 год - веб-сайт eyarok, куратор: Меир Садан
- Государство, это я - посещение архива Мапая, 2011 год - Космическая галерея, кураторы: Керем Хальбрехт, Иешуа Симон, доктор Боаз Лев-Тов
- Ата - История о фабрике, моде и мечте, 2011 - Музей Эрец Исраэль : Кураторы: Моника Лави, Эран Литвин
- Фронт всего народа. Всеармейская армия (плакаты из коллекции сионизма 2000), 2012 год - Шенькарский колледж, куратор: доктор Батшева Гудман Ида
- Когда Алуф встретил коттедж - этикетки и рекламные объявления о еде братьев Шамиров, Международный конгресс-центр Binyanei Ha'uma Jerusalem 2013 - Куратор: Моника Лави
- Поглощение в Израиле - История Поглощения иракских евреев в Израиле Музей вавилонского еврейства . На выставке представлен ряд пакетов, разработанных Shamir Brothers. Куратор   Орли Бачар Леви.
- Независимость в искусстве и братья Шамир Архивная копия от 8 июня 2019 на Wayback Machine. Выставка на родине художников, в Латвии, 2018, Латвийская Национальная библиотека, Рига, Большой Янтарный зал, Центр искусств Ротко, Даугспилс, Куратор: Шамир
- Чудесная страна! Плакаты, разработанные братьями Шамирами, 1939-1970 гг. - Муниципальная галерея, Кфар-Саба . Куратор: Мейра Перри-Леман.

## Публичные коллекции
- Центральный сионистский архив
- Музей Эрец Исраэль - Музей Почты и Монетный Дом
- Институт Лавона / Архив Всеобщей федерации труда
- Шенькарский институт графической документации (онлайн-архив)
- Архив Армии Обороны Израиля и оборонного ведомства
- Яд Табенкин
- Архив лейбористской партии Моше Шаретта
- Яд Яари
- Собрание Певзнера, Сефер Мелман, Тель-Авивский университет
- Институт Жаботинского

## Частные коллекции
- Коллекция Миха Риз
- Коллекция Тартаковер
- Йорам Шамир Коллекция
- Фаркаш Галерея
- Коллекция Гидеона Шамира
- Коллекция сионизма 2000 / Рони Доек

## Внешние ссылки
- Сайт братьев Шамир Архивная копия от 19 июня 2019 на Wayback Machine
- Плакаты братьев Шамир Архивная копия от 10 июня 2019 на Wayback Machine
- Плакаты братьев Шамир Архивная копия от 25 июня 2019 на Wayback Machine
- «Музей братьев Шамир» Архивная копия от 16 декабря 2010 на Wayback Machine ,имиджевая работа Ротема Даяна